# Liste der Monuments historiques in Névez
Die Liste der Monuments historiques in Névez führt die Monuments historiques in der französischen Gemeinde Névez auf.

## Liste der Bauwerke
| Bezeichnung                        | Beschreibung                  | Standort                 | Kennzeichnung | Schutzstatus | Datum | Bild           |
| ---------------------------------- | ----------------------------- | ------------------------ | ------------- | ------------ | ----- | -------------- |
| Kapelle Ste-Barbe                  |                               | (Lage)                   | PA00090139    | Inscrit      | 1972  | weitere Bilder |
| Kapelle St-Mathieu in Kerc’hras    |                               | (Lage)                   | PA00090140    | Inscrit      | 1972  | weitere Bilder |
| Kapelle St-Nicolas in Port-Manec’h |                               | (Lage)                   | PA00090141    | Inscrit      | 1975  | weitere Bilder |
| Château du Hénan (Schloss)         |                               | (Lage)                   | PA00090142    | Inscrit      | 1935  | weitere Bilder |
| Dolmen von Brucou                  |                               | (Lage)                   | PA00090143    | Inscrit      | 1971  |                |
| Dolmen                             |                               | Kerascoët (Lage)         | PA00090144    | Inscrit      | 1980  |                |
| Retranchement protohistorique      | vorgeschichtliches Grabenwerk | Île Raguenez (Lage)      | PA00090145    | Inscrit      | 1971  |                |
| Stèle protohistorique              |                               | Place de l’Église (Lage) | PA00090146    | Inscrit      | 1972  |                |

## Liste der Objekte
- Monuments historiques (Objekte) in Névez in der Base Palissy des französischen Kultusministeriums